# L'Exedra
L'Exedra és una obra del municipi de Castellgalí (Bages) inclosa en l'Inventari del Patrimoni Arquitectònic de Catalunya.

## Descripció
La planta de la construcció té forma semicircular, absidial. El parament del mur és format per carreus de pedra natural de la zona, de mida mitjana i petita que es pot identificar com el conegut amb el nom d'"opus vittatum". Els carreus són ben tallats i disposats en filades horitzontals. L'edificació presenta una finestra de dimensions considerables, coronada amb un arc de mig punt fet amb teules o maons de terra cuita.
L'exedra s'ha de considerar com una construcció romana, d'època baix-imperial, ben característica a partir del S.III. La majoria de viles d'un cert relleu i entitat presenten cambres d'aquestes característiques, amb un marcat caràcter senyorial, utilitzades com a sala de conversa (exedra), de recepció (oecus), o menjador (triclinium).
L'exedra està datada en el segle iii.

## Història
L'exedra se situa dins el conjunt arqueològic de la vila romana de Boades. D'aquest jaciment se'n té coneixement des de principis del S.XX, per una carta conservada a A.H.C. de Manresa escrita per A. Durán i Sanpere. Puig i Cadafalch, en la seva obra "Arquitectura romana a Catalunya", en recull la seva existència i la reprodueix fotogràficament. Ara bé, la primera vegada que fou objecte d'estudi arqueològic és l'any 1932, dins el context d'excavacions portades a terme a la vila de Boades. En Joan Roure en feu un dibuix guardat a l'A.H.C. En ell s'hi mostra la planta i un sondeig. Les tasques d'excavació s'aturaren llargament fins al 1984, en què el Servei d'Arqueologia de la Generalitat va promoure la represa del treball.